# Espondilòdesi

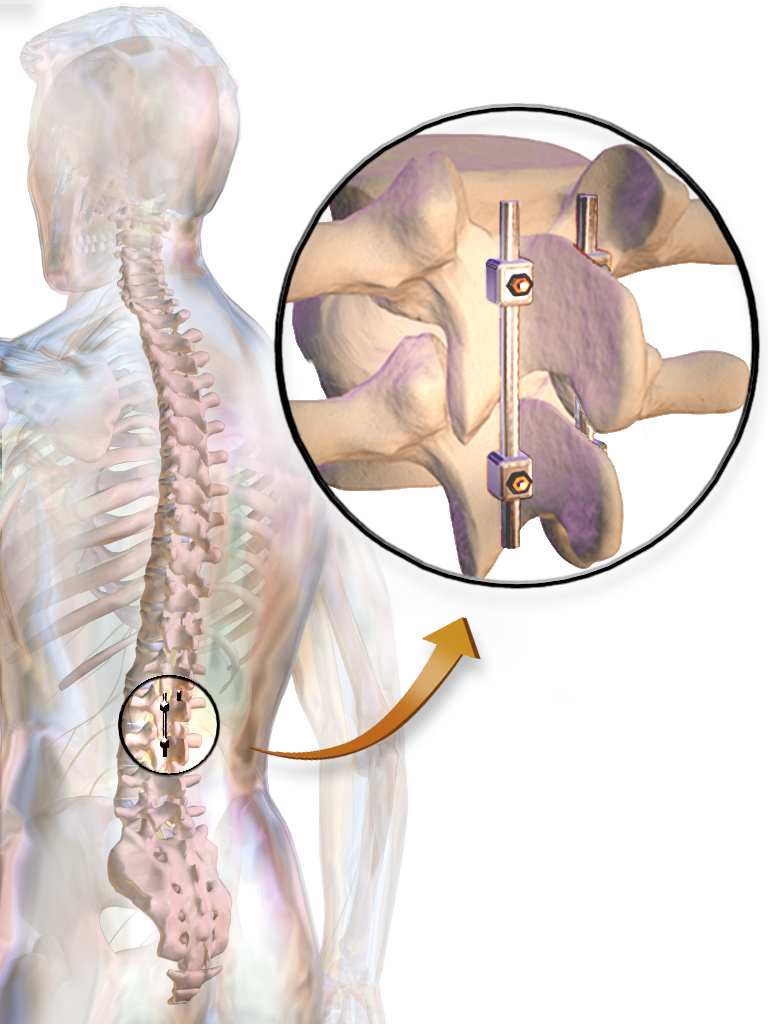
Esquema de la col·locació de la fixació en una fusió vertebral lumbar.

L'espondilòdesi (o, rarament, espondilosíndesi) és una tècnica neuroquirúrgica o ortopèdica que fusiona dues o més vèrtebres (és, per tant, una artròdesi vertebral o fusió vertebral). Aquest procediment es pot realitzar a qualsevol nivell de la columna (cervical, dorsal, lumbar o sacre) i evita qualsevol moviment entre les vèrtebres fusionades. Hi ha molts tipus de fusió espinal i cada tècnica implica l'ús d'un empelt ossi, ja sigui del pacient (autoempelt), donant (al·loempelt) o substituts artificials d'os, per tal de fusionar les vèrtebres. Sovint s'utilitza implants metàl·lics addicionals (cargols, plaques o caixes) per mantenir els ossos al seu lloc mentre l'empelt fusiona les dues vèrtebres. La col·locació del material es pot guiar per fluoroscòpia, sistemes de navegació o robòtica.
L'espondilòdesi es realitza amb més freqüència per alleujar el dolor i la pressió del dolor mecànic de les vèrtebres o de la medul·la espinal que es produeix quan un disc (cartílag entre dues vèrtebres) es desgasta (malaltia degenerativa del disc). També s'utilitza com a procediment de seguretat per a la cirurgia de reemplaçament total del disc (artroplàstia de disc intervertebral). Altres afeccions patològiques comunes que es tracten mitjançant la fusió vertebral inclouen l'estenosi vertebral, l'espondilolistesi, l'espondilosi, les fractures vertebrals, l'escoliosi i la cifosi.
Com qualsevol cirurgia, les complicacions poden incloure infecció, pèrdua de sang i danys nerviosos. La fusió també canvia el moviment normal de la columna i provoca més estrès a les vèrtebres per sobre i per sota dels segments fusionats. Com a resultat, les complicacions a llarg termini inclouen la degeneració en aquests segments de columna adjacents.